# Pierre de Ronsard
Pierre de Ronsard (ronsár), francoski pesnik, * 11. september 1524, dvorec Poissonnière, † 27. december 1585, Saint-Cosme.
Pierre de Ronsard se je rodil v plemiški družini, služil na francoskem kraljevem dvoru, kjer je bil dvorni pesnik kralja Karla IX., zgodaj oglušel, se nato posvetil humanističnim študijam in književnosti.
Leta 1550 je z drugimi pesniki ustanovil skupino Plejada, ki je namesto učene latinske književnosti zahtevala nacionalno književnost v živem jeziku, uvedbo italijanskih renesančnih pesniških oblik in posnemanje antičnih zgledov. Zadnjo zahtevo je poskušal uresničiti prav Ronsard. Po antičnih vzorcih, zlasti po Pindarju, je pisal ode, ob teh ekloge, pa tudi ep po zgledu Vergilove Eneide. Pomembnejši  pa je bil kot pisec številnih ljubezenskih sonetov, ki jih je posvečal Cassandri, Mariji in Heleni. Pogost motiv njegovih pesmi je minljivost užitkov in kratkost življenja. Ronsard velja za največjega med starejšimi francoskimi liriki.